# Tiébissou
 (avril 2023).
La mise en forme du texte ne suit pas les recommandations de Wikipédia : il faut le « wikifier ».
Les points d'amélioration suivants sont les cas les plus fréquents. Le détail des points à revoir est peut-être précisé sur la page de discussion.
- Les titres sont pré-formatés par le logiciel. Ils ne sont ni en capitales, ni en gras.
- Le texte ne doit pas être écrit en capitales (les noms de famille non plus), ni en gras, ni en italique, ni en « petit »…
- Le gras n'est utilisé que pour surligner le titre de l'article dans l'introduction, une seule fois.
- L'italique est rarement utilisé : mots en langue étrangère, titres d'œuvres, noms de bateaux, etc.
- Les citations ne sont pas en italique mais en corps de texte normal. Elles sont entourées par des guillemets français : « et ».
- Les listes à puces sont à éviter, des paragraphes rédigés étant largement préférés. Les tableaux sont à réserver à la présentation de données structurées (résultats, etc.).
- Les appels de note de bas de page (petits chiffres en exposant, introduits par l'outil «  Source ») sont à placer entre la fin de phrase et le point final[comme ça].
- Les liens internes (vers d'autres articles de Wikipédia) sont à choisir avec parcimonie. Créez des liens vers des articles approfondissant le sujet. Les termes génériques sans rapport avec le sujet sont à éviter, ainsi que les répétitions de liens vers un même terme.
- Les liens externes sont à placer uniquement dans une section « Liens externes », à la fin de l'article. Ces liens sont à choisir avec parcimonie suivant les règles définies. Si un lien sert de source à l'article, son insertion dans le texte est à faire par les notes de bas de page.
- La présentation des références doit suivre les conventions bibliographiques. Il est recommandé d'utiliser les modèles {{Ouvrage}}, {{Chapitre}}, {{Article}}, {{Lien web}} et/ou {{Bibliographie}}. Le mode d'édition visuel peut mettre en forme automatiquement les références.
- Insérer une infobox (cadre d'informations à droite) n'est pas obligatoire pour parachever la mise en page.

Pour une aide détaillée, merci de consulter Aide:Wikification.
Si vous pensez que ces points ont été résolus, vous pouvez retirer ce bandeau et améliorer la mise en forme d'un autre article.
Tiébissou  est une commune ivoirienne située au centre du pays, dans la région du Bélier. Elle comprend quatre départements: Toumodi, Djekanou, Didievi et Tiébissou.
Depuis septembre 2023, le président du conseil régional du Bélier est Konan Kouakou Raymond, succédant à Yeboué Kouamé Kouassi Pascal, qui maintenant occupe le poste de sénateur à Tiébissou. Le département de Tiébissou compte une commune éponyme et quatre sous-préfectures: Tiébissou, Molonou, Lomokankro et Yakpabo-Sakassou. Majoritairement peuplé par des Baoulés, le département est limité au nord par Bouaké, à l'est par Didiévi, à l'ouest par le lac de Kossou et la région de la Marahoué, et au sud par Yamoussoukro et son district autonome.

## Histoire
C'est la seconde grande cité ivoirienne à être tombée aux mains des Forces républicaines, ex-Forces nouvelles, le 30 mars 2011 pendant la crise post-électorale.
Le nom Tiébissou est une déformation que le colon français a apportée au mot Baoulé «Tchewyssou» qui signifie l'endroit où se trouvent les pierres qui servaient de balles ou munitions pour la chasse, trouvées à l'emplacement du quartier Baoulékro et qui a donné son nom au chef-lieu de département qu'est aujourd'hui Tiébissou. Le quartier situé a l'Ouest de la ville s'appelle désormais quartier Bel Horizon. Comme tous les Akan de Côte d'Ivoire, les Baoulés de Tiébissou sont arrivés du Ghana. Mais, les Gbomi de Gbomizambo disent faire partie des premiers habitants de la Côte d'Ivoire.
Le canton Nanafouè, était dirigé par feu nanan Boua Yao Kouamé,un instituteur à la retraite et chef du village de Taki-Salékro. Chef-lieu du canton N'vlan, il est décédé en 2022. Mais le deuxième canton qui est celui des Aïtou n'a plus de chef depuis le décès de Nanan Brou Gnamien, en 1954. Il y a des querelles de succession opposant la tribu Angbavia à la tribu Lomo. À ce jour, un chef de canton n’a pas encore été désigné. Les Ayétou et les Nanafoué pratiquent le système matrilinéaire. L'existence de Tiébissou en tant qu'entité administrative date d'avant 1900.
Après avoir longtemps été chef-lieu de subdivision, la ville a été érigée en chef-lieu de sous-préfecture par la loi no 61-4 du 2 janvier 1961, puis rattachée au département de Bouaké et plus tard à celui de Yamoussoukro jusqu'en 1996. Tiébissou a été érigée en chef-lieu de département par le décret no 96-664 du 28 août 1996 et fait partie de la région administrative du Bélier ouverte en septembre 1997 par le décret no 97-482 du 4 septembre 1997. Ce département a fonctionné avec une seule sous-préfecture jusqu'en 2005, date à laquelle ont été créées les sous-préfectures de Molonou, Yakpabo- Sakassou et de Lomokankro par le décret no 2005-315 du 6 octobre 2005.
Tiébissou a, à ce jour, deux postes de députés, occupés par Eugène N'Guessan et Victor Kouamé, du PDCI-RDA, un parti fortement implanté dans le département de Tiébissou et même dans la région du Bélier.
Créée en 1985, la commune de Tiébissou, la seule du département, a été dirigée respectivement par feux Germain Coffi Gadeau (de 1985 à 1990), Feu Haccandy Aka (de 1990 à 1996), par Koffi Kouassi Luc (de 1996 à avril 2013), N'Dri Koffi Germain (de 2013 à 2023) et depuis septembre 2023 par Brou  N’Gauran Vincent.

## Économie
Tiébissou est une commune à vocation agricole, avec des cultures vivrières telles que le riz, le manioc et l'igname. En mars 2025, l'inauguration du marché de proximité de Lomokankro a été célébrée, visant à transformer l'économie locale et à améliorer significativement la vie des habitants.

## Santé
L'hôpital général de Tiébissou offre divers services médicaux, dont un bloc opératoire, une maternité, un service des urgences, une pharmacie, un laboratoire, un cabinet dentaire, une radiologie, ainsi qu'un centre de traitement de la tuberculose. Ces services fonctionnent 24h/24 pour assurer une prise en charge continue des patients. En avril 2025, le directeur départemental de la santé de Tiébissou, Dr N’da Tchimou Romain, a recommandé le dépistage précoce du cancer du col de l’utérus, soulignant l'importance de la prévention dans la lutte contre cette maladie.

## Administration
Une loi de 1978 a institué 27 communes de plein exercice sur le territoire du pays.
| Date d'élection | Identité              | Parti    | Qualité         | Statut |
| --------------- | --------------------- | -------- | --------------- | ------ |
| 1980            |                       | PDCI-RDA | Homme politique | élu    |
| 1983            |                       | PDCI-RDA | Homme politique | élu    |
| 1985            | Coffi Gadeau          | PDCI-RDA | Homme politique | élu    |
| 1990            | Haccandy Acka         | PDCI-RDA | Homme politique | élu    |
| 1995            |                       | PDCI-RDA | Homme politique | élu    |
| 2001            | Luc Koffi             | PDCI-RDA | Homme politique | élu    |
| 2018            | N'dri Koffi Germain   | RHDP     | Homme politique | élu    |
| 2023            | BROU N'GAURAN VINCENT | PDCI-RDA | Homme politique | élu    |

Le département de Tiébissou comprend les sous-préfectures de Molonou, Lomokankro, Yakpabo-Sakassou.

## Société

### Démographie
Selon le recensement général de la population et de l'habitat (RGPH) réalisé par l'INS en 1998, le département de Tiébissou comptait environ 71.337 habitants dont 54.427 dans le canton Aïtou et 12.910 dans le canton Nanafouè. Il est composé de 92,4% d'Ivoiriens et 07,6% d'étrangers. Mais aujourd'hui, cette population est estimée à au moins 100 000 habitants. La ville de Tiébissou compte approximativement 15.501 habitants dont 8.425 hommes et 7.086 femmes. Elle est composée de 10 quartiers, à savoir Bel Horizon, Centre, Château d'eau, Lycée, Faboukro, Municipal, Lac, Résidentiel, Sokoura et Sangankro.
La commune comprend 12 villages et abrite 22 260 habitants y compris ceux de la ville. Outre quelques allogènes et étrangers, surtout ceux de la Communauté Economique des États de l'Afrique de l'Ouest (CEDAO), la population de Tiébissou, répartie dans cent dix (110) villages et campements, est composée d'autochtones Baoulé originaires de deux cantons : le canton Aïtou et le canton Nanafoué. Le canton Aïtou, plus vaste avec huit tribus, occupe la moitié Est du département et le canton Nanafouè moins vaste avec cinq (5) tribus, occupe la moitié Ouest.
La région de Tiébissou comprend deux principaux cantons : 
Le canton Aïtou (ou Ahitou) et le canton Nanafouè.
Le canton Aïtou se compose de huit tribus : Maounzi, Kpodjou, Yakpabo, Lomo, Kétéklé, Gbonan, Blowé et Angbavia.
Quant au canton Nanafouè, il regroupe cinq tribus : N'Vlan, Souafouè, Djran-Issi, et Yadidibikro-Molonou.
2. Les tribus et les villages.
| TRIBUS            | NOMBRE DE VILLAGES | CHEF-LIEU           |
| CANTON AHITOU     | CANTON AHITOU      | CANTON AHITOU       |
| ----------------- | ------------------ | ------------------- |
| Maounzi           | 12                 | MINABO              |
| KPODJOU           | 17                 | BAKRO-SAKASSOU      |
| YAKPABO           | 13                 | GALÉBO              |
| LOMA              | 11                 | LOMOKANKRO          |
| KETEKLE           | 07                 | AHOUGNASSOU-ALLAHOU |
| GBONAN            | 12                 | ASSE-M'BO           |
| BLOWÊ             | 05                 | ASSABONOU           |
| AGBAVIA           | 03                 | N'GATTADOLIKRO      |
| CANTON NANAFOUE   |                    |                     |
| N'VLAN            | 06                 | TAKISALEKRO         |
| SOUAFOUE          | 06                 | KOMLOSSOU           |
| DJRAN-ISSI        | 05                 | GROGRODILA          |
| YADIBIKRO-MOLONOU | 01                 | MOLONOU             |

### Économie
Le département de Tiébissou ne possède aucune industrie. Les principales activités sont essentiellement des secteurs primaire et tertiaire.
Au niveau du secteur primaire, il y a l'agriculture (cultures vivrières de céréales et de tubercules et cultures de rente: café, anacarde), l'activité halieutique sur le barrage de Kossou dont la construction a entrainé le déguerpissement de certaines populations comme celles de Sakassou-N'Dènou, Amanzi Abrica et Huakré, toutes du canton Nanafouè. Ces villages regroupés connaissent quelques problèmes au niveau de la cohésion sociale.
Des déguerpis de N'Dènou ont dû être réinstallés dans la région de San-Pédro. Ils y ont créé le village de Boignykro. Il existe une harmonie entre les deux cantons Nanafouè et Aïtou, qui sont unis par le « Toukpê » qui est une alliance à plaisanterie. Des danses traditionnelles dont l'Adreba, le Bédouho, le Goli font partie du riche patrimoine culturel local. Il y a des interdits comme les jours sacrés, principalement le mercredi où l'on ne va pas au champ.

### Administration
Créé en 1996, le département de Tiébissou comprend aujourd'hui quatre sous-préfectures. Depuis sa création, ce département est à son cinquième préfet, Pascal Kifory Ouattara, depuis le 11 novembre 2012. Il y a été précédé par les préfets Yao Bi N'Dri (octobre 1998 à juillet 2001), Kouakou Assouman (juillet 2001 à juillet 2007), Gombadji Gueu Georges (juillet 2007 au 10 avril 2009), Bernadette Akasson (avril 2009 à novembre 2012).
Quant aux trois nouvelles sous-préfectures, elles gardent toujours leurs premiers sous-préfets, arrivés en septembre 2007. Il s'agit de Mme. Daniel Gnala, sous-préfet de Molonou, dans le canton Nanafoué, Gooré Bi Tibé, sous-préfet de Yakpabo-Sakassou et de Mme IDA, épouse Camara, sous-préfet de Lomokankro. Tous deux dans le canton Aïtou. L'actuel sous-préfet de Tiébissou est M. Anderson Abo Kouadio Kouman.
Il existe également des services extérieurs publics, parapublics et privés. Le département de Tiébissou comprend trois établissements secondaires publics dont le lycée Coffi Gadeau et les deux nouveaux collèges ouverts à la rentrée 2013/2014.

## Environnement

### Climat et végétation
Le climat est de type baouléen ou tropical humide avec quatre saisons, dont deux pluvieuses (de mars à juillet et de septembre à octobre) et deux saisons sèches (d'août à septembre et de novembre à février), avec la présence plus ou moins prononcée de l'harmattan et l'influence de l'alizé boréal ou continental qui amène du Nord-est, un air sec et chaud, chargé de fines poussières. La végétation est composée de la savane arborée et de la savane pré-forestière avec des forêts galeries.

### Faune
Elle est composée essentiellement de ruminants, rongeurs et autres reptiles. Les principales espèces animales sont, entre autres, l'aulacode (Agouti), la gazelle, le rat, le rat palmiste, le lièvre, la biche et l'écureuil.

### Relief et sols
Le relief est essentiellement composé de bas plateaux avec une altitude moyenne d'environ 300 mètres. C'est donc un relief dans l'ensemble plat. L'on rencontre des sols ferralitiques moyennement dénaturés et des sols hydro-morphes (dans les bas-fonds).
Il est marqué par le fleuve Bandama, à l'Ouest et les rivières Kan et Pra, au Centre et à l'Est.
| 1920                                                             | 1946 | 1970 | 1975  | 1998  | Estimation 2010 |
| ---------------------------------------------------------------- | ---- | ---- | ----- | ----- | --------------- |
|                                                                  |      |      | 5 588 | 9 985 | 18 683          |
| Nombre retenu à partir de 1920 : Population sans doubles comptes |      |      |       |       |                 |

## Sports
La localité dispose d'un club de football, le Kanbonou FC, qui évolue en Championnat de Division Régionale, équivalent d'une « 4e division » .

## Infrastructures
Centre Culturel

## Personnalités liées à la commune
Germain Coffi Gadeau, écrivain et homme politique de Côte d'Ivoire, auteur de pièces de théâtre. Ministre sous le gouvernement de feu le président Félix Houphouët-Boigny.
Il est né en 1913 à Gbomizambo, dans la sous-préfecture de Tiébissou et mort le 18 août 2000. Grand chancelier de l’ordre national de la Côte d’Ivoire jusqu’à son décès.
Lambert Kouassi Konan, ministre de l'Agriculture dans plusieurs gouvernements ivoiriens.